# Мацулевич, Арнольд
Арнольд Мацулевич (род. 14 февраля 1932, Ленинград) — советский легкоатлет, специалист по бегу на короткие дистанции и барьерному бегу. Выступал за сборную СССР по лёгкой атлетике в 1950-х и 1960-х годах, призёр первенств всесоюзного и республиканского значения, участник летних Олимпийских игр в Риме. Представлял Киев, спортивные общества «Спартак» и «Буревестник». Мастер спорта СССР.

## Биография
Родился 14 февраля 1932 года в Ленинграде.
Занимался лёгкой атлетикой в Киеве, состоял в добровольных спортивных обществах «Спартак» и «Буревестник».
Впервые заявил о себе на всесоюзном уровне в сезоне 1956 года, когда в составе команды Украинской ССР выиграл бронзовую медаль в эстафете 4 × 400 метров на чемпионате страны в рамках Первой летней Спартакиады народов СССР в Москве.
В 1959 году бежал эстафету в матчевой встрече со сборной США в Филадельфии. На II летней Спартакиаде народов СССР в Москве стал серебряным призёром в индивидуальном беге на 400 метров и в эстафете 4 × 400 метров.
На чемпионате СССР 1960 года в Москве получил серебро в беге на 400 метров и взял бронзу в беге на 400 метров с барьерами. Благодаря этим успешным выступлениям удостоился права защищать честь страны на летних Олимпийских играх в Риме — в 400-метровом барьерном беге остановился на стадии четвертьфиналов, в эстафете совместно с соотечественниками Константином Грачёвым, Борисом Криуновым и Владимиром Поляничевым не смог преодолеть предварительный квалификационный этап.
В 1964 году на чемпионате СССР в Киеве завоевал бронзовую награду в беге на 400 метров с барьерами.